# Millawanda
Millawanda is de Hettitische benaming van een stad in Klein-Azië, waarschijnlijk gelegen aan de Egeïsche oostkust. Deze stad, die dus al in de bronstijd bestond, wordt vaak gelokaliseerd aan de mond van de rivier Meander. Dit gebeurt op grond van de gelijkenis tussen haar naam en die van het klassieke Miletos/Milete. Zo zou de Luwische plaatsnaam-suffix /wanda, toegevoegd aan de stam "Milla-" samen het Hettitische "Millawanda" vormen, terwijl de Griekse suffix-variant (/tos) op Miletos zou uitkomen. De aanwezigheid van een bronstijd-stad onder de ruïnes van de klassieke stad van Miletos spreekt voor die identificatie van Millawanda met deze site. Aangezien de Hettitische teksten een verband suggereren tussen het koninkrijk Ahhiyawa (dat vrijwel zeker een Egeïsche machtsbasis had) en de stadstaat Millawanda, lijken de vele Egeïsche invloeden die de bronstijd site van Milete laat zien, een aanvullend bewijs.

Locatie van Millawanda (Milete) aan de monding van de Meander Rivier. Het lichtgroene gedeelte van de kaart was in de bronstijd onderdeel van de baai die Millawanda van het binnenland afsloot.

## Geografie en strategische ligging
Als Millawanda inderdaad kan worden geïdentificeerd met de bronstijd site van het klassieke Miletos/Milete, lag de stad op een schiereiland en was het grotendeels geïsoleerd van het Anatolische vasteland door de Golf van Latmos. Hiermee had de stad per boot gemakkelijk toegang tot de rivier de Meander (rivier in Turkije) (die een belangrijke route vormde vanuit het westen naar de regio van Afyon en zo het Anatolische centrale plateau met het westen verbond), maar was tegelijkertijd bijzonder moeilijk bereikbaar voor land-legers door de aanwezigheid van hoge bergketens en de Golf van Latmos zelf.

## Archeologie
In de bronstijd-lagen rondom de klassieke tempel van Athene in Milete is een belangrijke nederzetting gevonden met duidelijke Minoïsche en Myceense invloeden. Graven, keramiek maar ook oude bronnen wijzen erop dat Millawanda door Kretenzers werd gekoloniseerd, of ten minste intensieve handelscontacten met Kreta kende. De oudste gevonden resten dateren uit de 19e eeuw v.Chr. en zijn sterk Minoïsch beïnvloed, maar vanaf de tweede helft van de 15e eeuw v.Chr. worden de Egeïsche invloeden in toenemende mate Myceens. De overgang lijkt zich geleidelijk te hebben voltrokken.

### Myceense en Hettitische invloeden
Een groot deel van de beschilderde Myceense keramiek is ter plekke vervaardigd. Aangezien er ook zeer veel Myceense gebruikskeramiek is gevonden is het dus zeker dat het niet alleen om import ging. Dit zegt zuiver gezien echter niets over de vraag of er ook daadwerkelijk (proto)-Grieken in Milete woonden, hoewel dit vaak wel zo wordt gebracht. Het enige wat geconcludeerd kan worden is dat er in Millawanda mensen woonden die Myceense keramiek vervaardigden. De veel geciteerde retorische vraag "does it really take a Mycenaean to use or even to make a Myceneaean pot?" legt uit waarom slechts dit de conclusie kan zijn. Begrafenis gewoonten wijken in deze regio significant af van die op het vasteland van Griekenland. Veel specialisten spreken dus liever wat behoudender van een sterke Mykeense acculturatie dan van kolonisatie.
Een waarschijnlijk in het laatste kwart van de 14de eeuw BC of begin 13de eeuw BC, geconstrueerde stadsmuur, lijkt qua bouw opvallend genoeg meer op een Hettitische muur dan op Myceense muren die een cyclopische bouw kenden. Hoewel hier nog enige discussie over is, is de algemene consensus dat het ten minste een mengvorm is. Als Millawanda inderdaad kan worden geïdentificeerd met de bronstijd site van het klassieke Miletos/Milete is hiervoor een aannemelijke verklaring. Hettitische teksten beschrijven hoe rond die tijd de stad werd platgebrand door een Hettitisch leger. Het lijkt waarschijnlijk dat dat leger daarna een korte tijd in Millawanda gestationeerd was.

## Millawanda in de Hettitische bronnen
Millawanda wordt het eerst vernoemd in de Hittitische Annalen van Mursili II. Ergens rond 1320 v.Chr. steunde Millawanda de rebellie van Uhha-Ziti van Arzawa. Mursili gaf zijn generaals Mala Ziti en Gulla opdracht om Millawanda aan te vallen en zij staken delen ervan in brand. Miletos V's destructie horizon zou heel goed hier een reflectie van kunnen zijn; brandschade in LHIIIA2 context is namelijk archeologisch vastgesteld. Daarna werd de stad versterkt volgens een Hittitisch plan.
Hiernaast is het heel waarschijnlijk dat de "man van Ahiya", die in de Madduwatta tekst voorkomt als "Attarissiyas", Millawanda als uitvalsbasis gebruikte. Dit wordt gesuggereerd omdat hij met een honderdtal strijdwagens slag leverde met het Hettitische leger, wat uitsluit dat hij met zijn leger per schip naar het Anatolische vasteland was gekomen. Een basis aan land lijkt de enige verklaring en de meest logische kandidaat daarvoor is de site van Millawanda.
Millawanda wordt vervolgens vernoemd in de "Tawagalawa brief", die deel uitmaakt van een serie met ook de Manapa-Tarhunta brief en de Milawata brief, die alle minder nauwkeurig gedateerd zijn.
De Tawagala brief maakt melding van een gouverneur Atpa van Milawata, die onder de jurisdictie viel van Ahhiyawa (vrijwel zeker een Egeïsche staat) en daarnaast van de stad Atriya die onder Millawanda's jurisdictie viel. De broer van de "groot" koning van Ahhiyawa lijkt daarnaast te resideren in Millawanda.
De Manapa-Tarhunta brief maakt eveneens melding van Atpa. Uit de tekst van beide brieven (Manapa-Tarhunta/Tawagala) blijkt dat de avonturier Piyama-Radu de Hettitische vazal Manapa-Tarhunta in het bijzijn van Atpa had vernederd ; een Hittitische koning (naar alle waarschijnlijkheid Hattusili III) verjoeg Piyama-Radu naar Millawanda. Nadat de koning en zijn leger een hinderlaag van Piyama-Radu's broer
(Lahurzi) ten nauwer nood had overleefd, bereikte hij de grenzen van het territorium van Millawanda en vroeg (met de Tawagalawa brief) om uitlevering van Piyama-Radu, die inmiddels per schip gevlucht was.
De Milawata brief vermeldt een geallieerde veldtocht door de Hittitische koning en een West Anatolische vazal (waarschijnlijk Kupanta-Kurunta van Mira) tegen Milawata (hoogstwaarschijnlijk een verder door geëvolueerde plaatsnaam voor Millawanda), en suggereert dat Milawata (en Atriya) nu onder Hittitisch gezag vielen.

## Millawanda in de Myceense bronnen
In de laatste fase (van laag LHIIIB) telde de citadel van Pylos onder zijn vrouwelijke slaven "Mil[w]atiai", vrouwen uit Milete.Dit blijkt uit Lineair B tabletten, gevonden in LHIIIB2 context.